# Ahmadabad (distrikt i Paktia)
Ahmadabad är ett distrikt i Afghanistan. Det ligger i provinsen Paktia, i den östra delen av landet, 90 kilometer söder om huvudstaden Kabul.
Distriktet beräknades år 2022 ha cirka 33 000 invånare.